# Sterol

Khung xương phân tử của gonane, với IUPAC đề nghị đánh số nguyên tử cacbon

Sterol là một hợp chất hóa học có công thức C
17H
28O, với phân tử có nguồn gốc từ gonane bằng cách thay thế một nguyên tử hydro ở vị trí 3 bằng một nhóm hydroxyl. Do đó, nó là một loại rượu của gonane.
Tên này cũng được sử dụng chung cho các hợp chất có nguồn gốc từ nhóm này bằng cách thay thế các nhóm hóa học khác cho một số nguyên tử hydro hoặc sửa đổi các liên kết trong vòng.
Sterol hoặc rượu steroid là một phân nhóm của steroid và một lớp phân tử hữu cơ quan trọng. Chúng xuất hiện tự nhiên trong thực vật, động vật và nấm, và cũng có thể được tạo ra bởi một số vi khuẩn (tuy nhiên có thể với các chức năng khác nhau). Loại sterol động vật quen thuộc nhất là cholesterol, chất quan trọng đối với cấu trúc màng tế bào, và có chức năng như một tiền chất của các vitamin tan trong chất béo và các hormone steroid.
Trong khi về mặt kỹ thuật là rượu, sterol được các nhà hóa sinh học phân loại là chất béo (chất béo theo nghĩa rộng hơn của thuật ngữ này).

## Phân loại
Sterol của thực vật được gọi là phytosterol và sterol của động vật được gọi là zoosterol. Zoosterol quan trọng nhất là cholesterol; phytosterol đáng chú ý bao gồm campesterol, sitosterol và stigmasterol. Ergosterol là một sterol có trong màng tế bào của nấm, nơi nó có vai trò tương tự như cholesterol trong các tế bào động vật.

## Vai trò trong hóa sinh
Sterol và các hợp chất liên quan đóng vai trò thiết yếu trong sinh lý của sinh vật nhân thực. Ví dụ, cholesterol tạo nên một phần của màng tế bào ở động vật, nơi nó ảnh hưởng đến tính lưu động của màng tế bào và đóng vai trò là chất truyền tin thứ cấp trong quá trình phát triển tín hiệu. Ở người và các động vật khác, corticosteroid như cortisol hoạt động như các hợp chất truyền tín hiệu trong giao tiếp tế bào và chuyển hóa chung. Sterol là thành phần phổ biến của chất dầu trên da người.

### Phytosterol như một chất bổ sung dinh dưỡng
Phytosterol, thường được gọi là sterol thực vật, đã được chứng minh trong các thử nghiệm lâm sàng để ngăn chặn các vị trí hấp thụ cholesterol trong ruột người, do đó giúp giảm hấp thu cholesterol ở người. Chúng hiện đã được Cục Quản lý Thực phẩm và Dược phẩm Hoa Kỳ chấp thuận để sử dụng như một chất bổ sung thực phẩm; tuy nhiên, có một số lo ngại rằng chúng có thể ngăn cản sự hấp thụ không chỉ cholesterol mà còn cả các chất dinh dưỡng quan trọng khác. Hiện tại, Hiệp hội Tim mạch Hoa Kỳ đã khuyến cáo rằng chỉ những người được chẩn đoán là bị tăng cholesterol và đặc biệt khuyến cáo rằng không nên dùng sterol thực vật bổ sung cho phụ nữ có thai hoặc cho con bú. Nghiên cứu sơ bộ đã chỉ ra rằng phytosterol có thể có tác dụng chống ung thư.